# Bogdan Fabiański

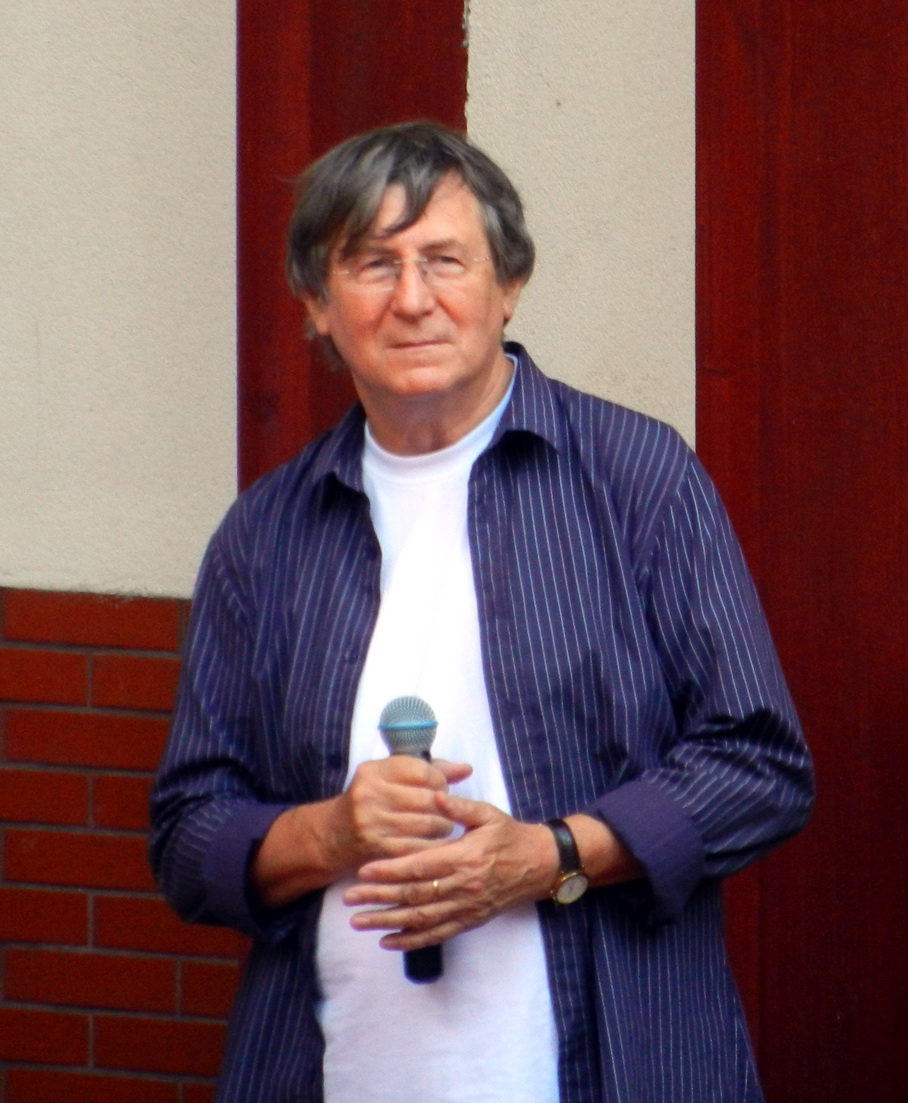
Bogdan Fabiański, Powsin 2011

Bogdan Fabiański – polski dziennikarz muzyczny, prezenter radiowy i telewizyjny.

## Życiorys
Pierwsze kroki stawiał w latach 1966–1970 w Studiu Radiowym „Akademik” W Warszawie. W latach 70. był spikerem/lektorem i dziennikarzem w programach I, II i III Polskiego Radia. Od 12 października 1980  autor i prowadzący Listę Przebojów Rozgłośni Harcerskiej.
Prezenter dyskotekowy i koncertowy w Polsce, USA, Kanadzie oraz Australii. Kiedyś (lata 70. i 80.) DJ w klubach: Alfa, Stodoła, Hybrydy, Park, Orfeusz, Cyganeria, Olszynka, Nimfa, Stolica, Underground w Warszawie, a później (od 1990) także za granicą: Miami, Chicago, Detroit, Nowym Jorku i Filadelfii oraz w Toronto, Londynie i Vancouver.
W drugiej połowie lat 80. XX w. prowadził w ogólnopolskim programie – Polskie Radio Program II – audycje:
- Słuchajmy razem (od godz. 22:00 – początkowo w piątki, potem w środy) nadając głównie muzykę euro disco i italo disco oraz electro i new romantic;
- Piosenki na życzenie pr. II – w wybrane niedziele, na przemian z innymi prezenterami (od godz. 15:35 do 17:00).

Program II był wtedy jednym z dwóch stereofonicznych w całej Polsce programów (drugim był program: Polskie Radio Program III). Jeżeli dodać, że w pr. II nadawano nowe, przywiezione prosto z Zachodu rytmiczne i łatwo wpadające „w ucho” piosenki w całości (a co za tym idzie: słuchacze mogli je nagrywać na swoich magnetofonach w wersji stereo) – Bogdan Fabiański zdobył sporą popularność nie tylko wśród młodzieży tamtego okresu.
Po zmianie profilu programu II – od 1990 do 2013 związany był z regionalnym Polskim Radiem RDC, w którym był autorem wielu audycji, m.in. „Wieczór i Noc DJ-ów”. Od sierpnia 2013 do czerwca 2017 pracował w Radiu Zet Gold, gdzie prowadził takie audycje jak Piątki na piątki czy Gorączka sobotniej nocy. Od czerwca 2017 ponownie w RDC, gdzie tworzy audycję muzyczną „Bez limitu” w każdy wtorek od godziny 17.00 do 19.00.
„TOP 40 Dance Chart” jest pierwszą polską oficjalną listą układaną przez prezenterów i dj-ów klubowych. Autorem i prowadzącym listę od pierwszego wydania do dzisiaj jest Bogdan Fabiański. Współprowadzącymi program byli także: Tadeusz Żórawski, Mariusz Duma i Paweł Bobrowski. Lista wchodziła w skład światowej Global Dance Chart (USA) i European Hot 100 Dance Traxx (Music & Media), a obecnie Global Dance Traxx-Hot 100, zyskując międzynarodowe uznanie.
10 listopada 2020 na antenie Radia dla Ciebie ukazało się jubileuszowe 2000. wydanie radiowej listy przebojów „TOP 40 Dance Chart”, w którym autor listy – Bogdan Fabiański podsumował dotychczasowe notowania.

## Wybrane audycje Bogdana Fabiańskiego
- Studio stereo zaprasza
- Piosenki na życzenie
- Wieczór płytowy
- Top 30 Dance Chart
- Studio Gama
- Muzyka na 33 i 45 obrotów
- Muzyka nocą
- Studio Rytm
- Wieczór i Noc DJ-ów
- Gorączka Sobotniej Nocy w Radiu Zet Gold (2013–2017)
- Moje i Twoje Przeboje w Radiu Zet Gold (2013–2015)
- Zawsze Letnie Przeboje w Radiu Zet Gold (wakacje 2014)
- Zet Gold Party (2016)
- Bez limitu (od czerwca 2017)

## Nagrody
- Honorowa Srebrna Odznaka „EXCLUSIVE DJ”, nadana przez Kapitułę PSPM DJ UNION (2013)
- nagroda „Złotego Polonusa” za propagowanie polskiej kultury w Stanach Zjednoczonych przyznana przez Radio Polski FM w Chicago
- nagroda Stowarzyszenia Autorów ZAiKS za popularyzację polskiej muzyki rozrywkowej (2021)[4]